# 1986-os UEFA-szuperkupa
Az 1986-os UEFA-szuperkupa a 11. európai szuperkupa-döntő volt. 1984 után ez volt a következő megrendezett szuperkupa-döntő. A két 1985-ös győztes az olasz Juventus (BEK) és az angol Everton (KEK) volt. Az 1985-ös BEK-döntőn a brüsszeli Heysel Stadionban történt tragédia következményeként az UEFA eltiltotta az angol csapatokat az európai kupaszerepléstől (A tilalmat 1990-ben oldották fel.), ezért az 1985-ös szuperkupa döntőt nem rendezték meg.
Az 1986-os döntőt politikai okok miatt csak egy mérkőzésen rendezték, semleges pályán, Monacóban (később 1998-tól 2012-ig ez a stadion lett a szuperkupa állandó helyszíne).
A mérkőzést 1987. február 24-én játszotta az 1985–1986-os bajnokcsapatok Európa-kupája-győztes román FC Steaua București és az 1985–1986-os kupagyőztesek Európa-kupája-győztes szovjet Gyinamo Kijev. A mérkőzést a Steaua Bucureşti nyerte 1–0-ra.

## A mérkőzés adatai
| 1987. február 24. |

| Steaua București | 1–0   | Gyinamo Kijev |
| ---------------- | ----- | ------------- |
| Hagi 44'         | (1–0) |               |

| II. Lajos Stadion, Monaco Nézőszám: 30 000 |

| STEAUA BUCUREŞTI: |    |                    |  |     |
|                   |    |                    |  |     |
| GK                | 1  | Dumitru Stângaciu  |  |     |
| LB                | 2  | Ștefan Iovan (csk) |  |     |
| RB                | 3  | Adrian Bumbescu    |  |     |
| CB                | 4  | Miodrag Belodedici |  |     |
| CB                | 5  | Ilie Bărbulescu    |  |     |
| CB                | 6  | Lucian Bălan       |  |     |
| RM                | 7  | Tudorel Stoica     |  |     |
| CM                | 8  | Bölöni László      |  |     |
| CM                | 9  | Gheorghe Hagi      |  | 84' |
| FW                | 10 | Marius Lăcătuş     |  | 89' |
| FW                | 11 | Victor Pițurcă     |  |     |
| Cserék:           |    |                    |  |     |
| RB                | ?  | Mihail Majearu     |  | 89' |
| FW                | ?  | Gavril Balint      |  | 84' |
| Vezetőedző:       |    |                    |  |     |
| Anghel Iordănescu |    |                    |  |     |

| GYINAMO KIJEV:       |    |                            |
|                      |    |                            |
| GK                   | 1  | Viktor Csanov              |
| DF                   | 2  | Volodimir Bezszonov        |
| DF                   | 3  | Rácz László                |
| DF                   | 4  | Oleh Kuznyecov             |
| DF                   | 5  | Szerhij Pavlovics Baltacsa |
| MF                   | 6  | Andrij Bal                 |
| MF                   | 7  | Pavlo Jakovenko            |
| MF                   | 8  | Olekszij Mihajlicsenko     |
| MF                   | 9  | Olekszandr Zavarov         |
| FW                   | 10 | Igor Bjelanov              |
| FW                   | 11 | Oleh Blohin                |
| Cserék:              |    |                            |
|                      |    |                            |
|                      |    |                            |
| Vezetőedző:          |    |                            |
| Valerij Lobanovszkij |    |                            |

| Az 1986-os UEFA-szuperkupa győztese |
| ----------------------------------- |
| Steaua București 1. cím             |

## Lásd még
- 1985–1986-os bajnokcsapatok Európa-kupája
- 1985–1986-os kupagyőztesek Európa-kupája